# Jardin botanique d'Auckland
Le jardin botanique d'Auckland est un jardin botanique géré par la municipalité d’Auckland. Ouvert au public en 1982, il présente une collection de plus de 10 000 plantes.